# 石湍镇
石湍镇，是中华人民共和国四川省资阳市乐至县下辖的一个乡镇级行政单位。

## 行政区划
石湍镇下辖以下地区：
石湍社区、长堰沟村、朝阳店村、曹家庙村、关帝庙村、高桥村、龟山寺村、三块碑村、李家沟村、杉木村、高龙村、万古村、三教观村、永兴寺村、宝堂寺村、三岔沟村、万德沟村、斜石板村、普明寺村、八角村、天宫堂村、毛家坟村、拱桥村、玉峰山村、民兴寺村、万字格村、高庙子村、长沟村和兴隆坝村。